# اپرای ملی اوکراین
اپرا ملی اوکراین با همت گروه اپرای کیف به‌طور رسمی در تابستان سال ۱۸۶۷ تأسیس و فعالیت خود را آغاز کرد. اپرای کیف، پس از اپرای اودسا و اپرای لووف قدیمی‌ترین و پراهمیت‌ترین اپرا در سراسر اوکراین است. اپرای کیف همچنان در خانه اپرای ملی اوکراین با نام تاراس شوچنکو در کیف به فعالیت خود ادامه می‌دهد.